# Distrikt Antioquía
Der Distrikt Antioquía liegt in der Provinz Huarochirí der Region Lima im zentralen Westen von Peru. Der Distrikt hat eine Fläche 387,98 km². Beim Zensus 2017 lebten 1225 Einwohner im Distrikt. Im Jahr 1993 lag die Einwohnerzahl bei 1469, im Jahr 2007 bei 1376. Die Distriktverwaltung befindet sich in der 1526 m hoch gelegenen Ortschaft Antioquía (auch Espiritu Santo) mit 367 Einwohnern (Stand 2017).

## Geographische Lage
Der Distrikt Antioquía befindet sich im zentralen Westen der Provinz Huarochirí. Er liegt in der peruanischen Westkordillere am Mittellauf des Río Lurín, der ihn in westlicher Richtung durchfließt.
Der Distrikt Antioquía grenzt im Westen an den Distrikt Cieneguilla (Provinz Lima), im Norden an die Distrikte Chaclacayo, Lurigancho (beide in der Provinz Lima), Ricardo Palma, Santa Cruz de Cocachacra, Santiago de Tuna und San Andrés de Tupicocha, im Osten an die Distrikte San Damián, Lahuaytambo und Distrikt Cuenca, im Süden an den Distrikt Santo Domingo de los Olleros sowie im Südwesten an den Pachacámac (Provinz Lima).